# پلان پلاتن
پلان پلاتن (به لاتین: Planplatten) یک کوه در سوئیس است که در کانتون برن واقع شده‌است. پلان پلاتن ۲٬۲۴۵ متر بالاتر از سطح دریا واقع شده‌است.